# 馬戈奇
馬戈奇是匈牙利的城鎮，位於該國南部，由巴蘭尼亞州負責管轄，面積42.54平方公里，該鎮出土的文物可追遡至公元前4000年，2011年人口2,414，其中約八成居民信奉天主教。

## 外部連結
- Official site （页面存档备份，存于） (Hungarian)